# Liste der Monuments historiques in Nomeny
Die Liste der Monuments historiques in Nomeny führt die Monuments historiques in der französischen Gemeinde Nomeny auf.

## Liste der Immobilien
| Bezeichnung       | Beschreibung | Standort                                            | Kennzeichnung | Schutzstatus | Datum | Bild           |
| ----------------- | --- | --------------------------------------------------- | ------------- | ------------ | ----- | -------------- |
| Château de Nomeny | Burg, 11. Jahrhundert, im 14. und 15. Jahrhundert zum Schloss umgestaltet, 1671 entfestigt, 1742 weitgehend abgebrochen | Rue du Château (Lage)                               | PA00106323    | Classé       | 1984  | weitere Bilder |
| Kirche St-Étienne | ab dem 13. Jahrhundert                                                                                                  | Rue Georges Clemenceau, place de la Victoire (Lage) | PA00106324    | Classé       | 1907  | weitere Bilder |

## Liste der Objekte
| Bezeichnung                                   | Beschreibung                                       | Standort                        | Kennzeichnung | Schutzstatus | Datum | Bild |
| --------------------------------------------- | -------------------------------------------------- | ------------------------------- | ------------- | ------------ | ----- | ---- |
| Pietà                                         | Stein, farbig gefasst, 15. oder 16. Jahrhundert    | in der Friedhofsmauer (Lage)    | PM54001756    | Inscrit      | 2004  |      |
| Skulptur Heiliger Pierre Fourier              | Stein, 19. Jahrhundert                             | in der Kirche St-Étienne (Lage) | PM54001752    | Inscrit      | 1991  |      |
| Taufbecken                                    | Stein, 15. Jahrhundert                             | in der Kirche St-Étienne (Lage) | PM54000686    | Classé       | 1908  |      |
| Skulptur Erzengel Michael                     | Stein, farbig gefasst, 16. Jahrhundert             | in der Kirche St-Étienne (Lage) | PM54000694    | Classé       | 1964  |      |
| Skulptur Heiliger Stephan                     | Holz, farbig gefasst, 17. Jahrhundert              | in der Kirche St-Étienne (Lage) | PM54001753    | Inscrit      | 1991  |      |
| Skulptur Heiliger Hieronymus                  | Stein, farbig gefasst, 16. Jahrhundert             | in der Kirche St-Étienne (Lage) | PM54000692    | Classé       | 1964  |      |
| Skulptur Madonna mit Kind                     | Stein, 17. Jahrhundert                             | in der Kirche St-Étienne (Lage) | PM54001747    | Inscrit      | 1990  |      |
| Skulptur eines heiligen Bischofs              | Stein, farbig gefasst, 16. Jahrhundert             | in der Kirche St-Étienne (Lage) | PM54001750    | Inscrit      | 1991  |      |
| Skulptur Heiliger Nikolaus (1)                | Stein, farbig gefasst, 16. Jahrhundert             | in der Kirche St-Étienne (Lage) | PM54001754    | Inscrit      | 1991  |      |
| Pietà                                         | Stein, 16. Jahrhundert                             | in der Kirche St-Étienne (Lage) | PM54000687    | Classé       | 1908  |      |
| Skulptur einer Heiligen                       | Stein, farbig gefasst, Anfang des 16. Jahrhunderts | in der Kirche St-Étienne (Lage) | PM54000690    | Classé       | 1964  |      |
| Skulptur Heiliger Nikolaus (2)                | Stein, farbig gefasst, Anfang des 16. Jahrhunderts | in der Kirche St-Étienne (Lage) | PM54000696    | Classé       | 1979  |      |
| Skulptur Heiliger Dionysius                   | Stein, 16. Jahrhundert                             | in der Kirche St-Étienne (Lage) | PM54001749    | Inscrit      | 1991  |      |
| Weihwasserbecken                              | Stein, 12. Jahrhundert                             | in der Kirche St-Étienne (Lage) | PM54001755    | Inscrit      | 2004  |      |
| Grablegungsgruppe                             | Stein, 16. Jahrhundert                             | in der Kirche St-Étienne (Lage) | PM54000688    | Classé       | 1908  |      |
| Skulpturengruppe Vision des heiligen Hubertus | Stein, farbig gefasst, 16. Jahrhundert             | in der Kirche St-Étienne (Lage) | PM54000689    | Classé       | 1917  |      |
| Skulptur Heilige Barbara                      | Stein, farbig gefasst, Anfang des 16. Jahrhunderts | in der Kirche St-Étienne (Lage) | PM54000691    | Classé       | 1964  |      |
| Skulptur eines Heiligen                       | Stein, farbig gefasst, Anfang des 16. Jahrhunderts | in der Kirche St-Étienne (Lage) | PM54000693    | Classé       | 1964  |      |
| Skulptur Maria Immaculata                     | Alabaster, Anfang des 18. Jahrhunderts             | in der Kirche St-Étienne (Lage) | PM54000695    | Classé       | 1964  |      |
| Skulptur Johannes der Täufer                  | Holz, farbig gefasst, um 1700                      | in der Kirche St-Étienne (Lage) | PM54001748    | Inscrit      | 1991  |      |
| Skulptur Heiliger Lambertus                   | Stein, 16. Jahrhundert                             | in der Kirche St-Étienne (Lage) | PM54001751    | Inscrit      | 1991  |      |